# Villaluenga del Rosario
Villaluenga del Rosario is een gemeente in de Spaanse provincie Cádiz in de regio Andalusië met een oppervlakte van 60 km². In 2007 telde Villaluenga del Rosario 476 inwoners.

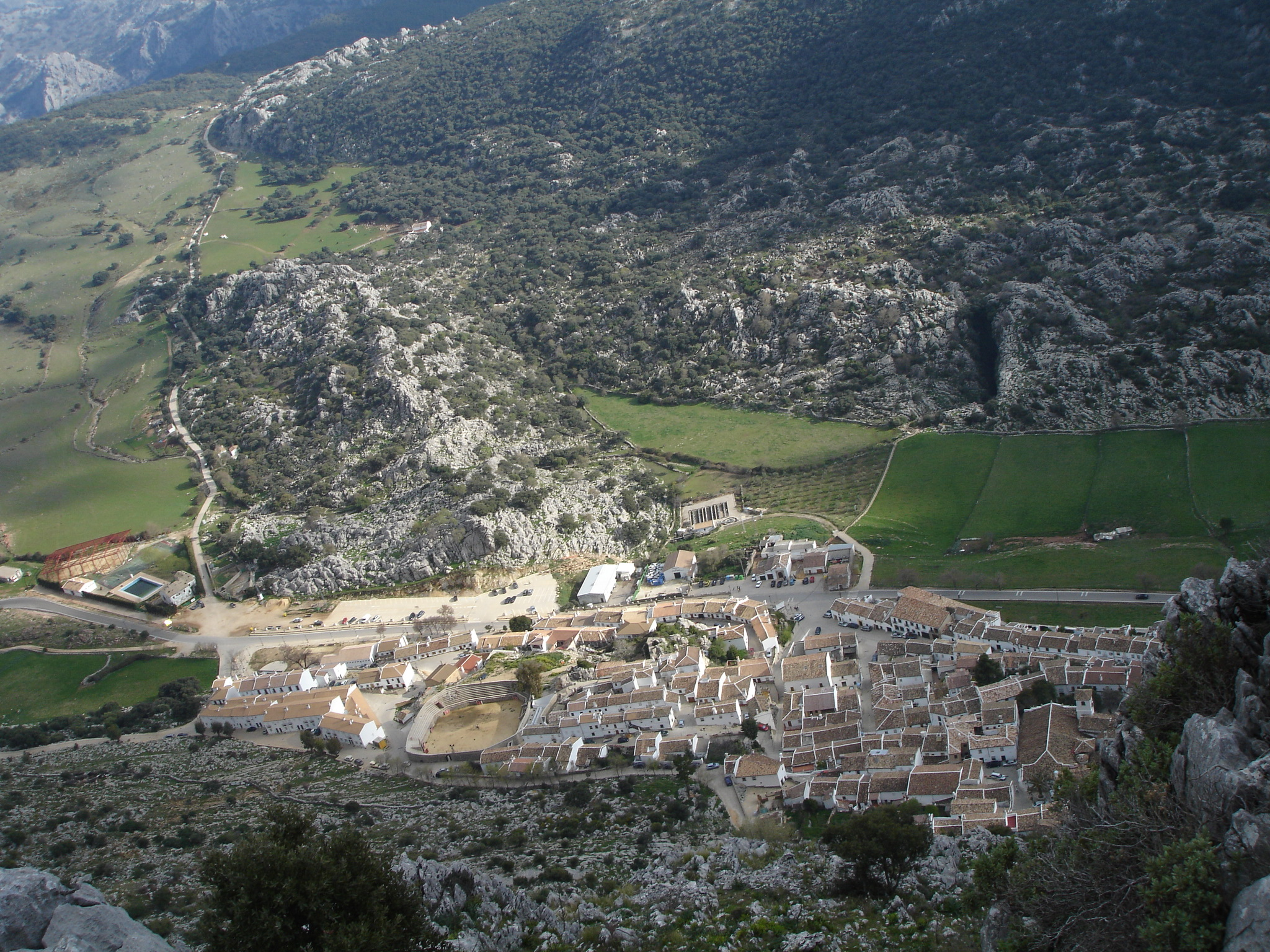
Zicht op Villaluenga del Rosario

## Demografische ontwikkeling
Bron: INE, 1857-2011: volkstellingen